# Паразоніум

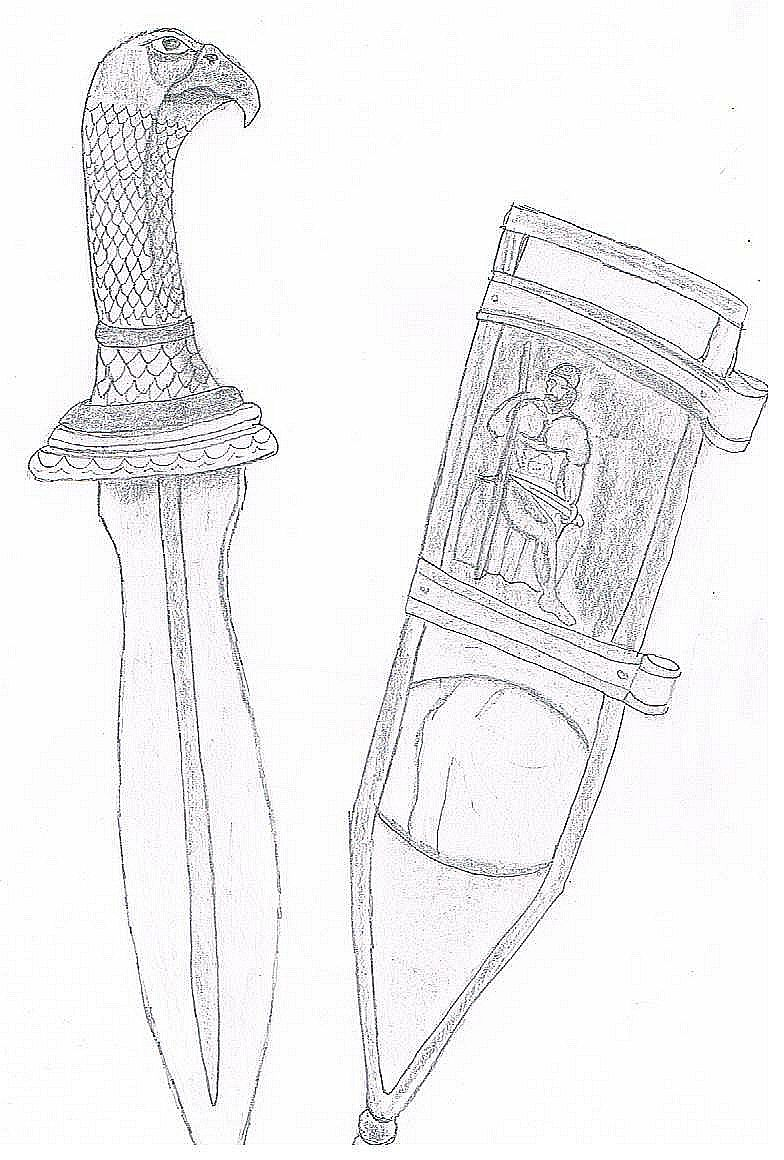
Паразоніум

Паразо́ніум або паразо́ній (лат. parazonium < дав.-гр. παραζόνιον) — давньоримський двосічний короткий меч. Назва παραζόνιον походить від грецьких слів παρά («при», «біля») + ζώνη («пояс»), тобто «те, що при поясі», «запоясник».
Паразоніум використовували як особисту зброю, на практиці він виконував здебільшого символічну роль і не міг конкурувати в бою з довголезовими мечами — гладіусами, спатами.
Паразоніум з'явився і набув поширення в Стародавній Греції, де йому надали додатковий релігійний сенс. За часів Римської імперії в легіонах стає статусною зброєю — його використовував командний склад і вищі військові начальники. Паразоніум мав клинок завдовжки близько 30 см широкої листоподібної форми. Найчастіше мав художньо прикрашене руків'я, а інколи і лезо. Також паразоніум зазвичай мав художньо прикрашенні піхви для носіння і зберігання.